# Швейцария на «Евровидении-1984»
Швейцария принимала участие в двадцать девятом выпуске телевизионного конкурса Евровидение-1984, который проходил 5 мая в Муниципальном театре Люксембурга, Великое герцогство Люксембург. Страну представляла группа Rainy Day с песней Welche Farbe hat der Sonnenschein? ("Какого цвета солнечный свет?"), написанной немецким композитором Гюнтером Лоосе. По итогам голосования группа заняла 16-е место из 19, набрав 30 очков. Тем не менее, Welche Farbe hat der Sonnenschein? стала предшественницей швейцарской заявки на Евровидение-1985 Piano, piano в исполнении Мариеллы Фарре и Пино Гаспарини. Конкурс был показан SRG SSR через трёх региональных вещателей: DRS с комментариями Бернарда Турнхеера на немецком языке, TSR с комментариями Сержа Муассона на французском языке и TSI с комментариями Эцио Гвиди на итальянском языке. Глашатаем, кто объявлял очки швейцарского жюри, был Мишель Стокер.

## Предыстория
К моменту своего участия на конкурсе 1984 года Швейцария участвовала на Евровидение каждый год с момента своего дебюта как одна из семи оригинальных стран в 1956 году. За это время страна выигрывала конкурс лишь однажды, в том же 1956 году с песней Refrain в исполнении Лиз Ассиа. Швейцария также организовала проведение первого выпуска Евровидение в казино Лугано. В 1983 году песня Io così non ci sto в исполнении Мариеллы Фарре заняла 15-е место, набрав 28 очков.
Швейцарский национальный вещатель SRG SSR idée suisse отвечает за организацию отбора и выбор заявки Швейцарии на Евровидение. В конце 1983 года SRG SSR idée suisse объявили, что заявка для Люксембурга будет выбрана посредством национального финала, как это уже было осуществлено для предыдущего участия страны в 1983 году.

## До «Евровидения»

### Concours Eurovision 1984
Швейцарский национальный финал под названием Concours Eurovision 1984 был организован телекомпанией RTSI, италоязычным вещателем страны. Он состоялся 4 февраля 1984 года в телестудии RTSI в Лугано. Ведущими были Эцио Гвиди и Наташа Гиллер. Девять песен было представлено во время финала, а победитель определялся путём сложения голосов региональных членов жюри, музыкальных экспертов и представителей прессы. Главным отличием от предыдущей процедуры подсчёта голосов было то, что очки региональных членов жюри были скомбинированы в один результат и чьи очки были распределены на основе общего количества баллов, полученных каждой песней от указанных жюри, и оттуда были добавлены баллы от других жюри.
| Порядок выступления | Исполнитель                 | Название песни                     | Голоса регионов | Голоса экспертов | Голоса прессы | Итого | Место |
| ------------------- | --------------------------- | ---------------------------------- | --------------- | ---------------- | ------------- | ----- | ----- |
| 1                   | Нандо Моранди и Мауро Монти | Liberi                             | 4               | 5                | 8             | 17    | 5     |
| 2                   | Энди Л.                     | Musica                             | 7               | 1                | 7             | 15    | 6     |
| 3                   | Мило и Пина                 | Piccola sarà                       | 1               | 2                | 2             | 5     | 9     |
| 4                   | Martin Richard Trio         | (Je veux) vivre d'amour            | 3               | 3                | 3             | 9     | 8     |
| 5                   | Кэрол Рич                   | Tokyo-boy                          | 5               | 7                | 1             | 13    | 7     |
| 6                   | Мануэла Феличе              | Wo die Lieder sind                 | 10              | 4                | 4             | 18    | 3     |
| 7                   | Krypton                     | Per te                             | 2               | 8                | 10            | 20    | 2     |
| 8                   | Арлетт Золя                 | Emporte-moi                        | 6               | 6                | 6             | 18    | 3     |
| 9                   | Rainy Day                   | Welche Farbe hat der Sonnenschein? | 8               | 10               | 6             | 24    | 1     |

## На «Евровидении»
Группа Rainy Day выступала под номером 17, между Финляндией и Италией. Во время своего выступления участники группы были одеты в костюмы белого и красного цвета, цветов государственного флага Швейцарии. В конце голосования Швейцария заняла 16-е место из 19, заработав 30 очков, включая 10 очков от Великобритании. Швейцарское жюри присудило 12 очков вице-чемпиону, Ирландии. Дирижёром оркестра был Марио Роббиани.

### Голосование
| Баллы     | Страна                 |
| --------- | ---------------------- |
| 12 баллов |                        |
| 10 баллов | Великобритания         |
| 8 баллов  | Дания                  |
| 7 баллов  |                        |
| 6 баллов  |                        |
| 5 баллов  | Бельгия                |
| 4 балла   | Италия                 |
| 3 балла   |                        |
| 2 балла   |                        |
| 1 балл    | - Кипр ФинляндияШвеция |

| Баллы     | Страна     |
| --------- | ---------- |
| 12 баллов | Ирландия   |
| 10 баллов | Швеция     |
| 8 баллов  | Португалия |
| 7 баллов  | Италия     |
| 6 баллов  | Турция     |
| 5 баллов  | Нидерланды |
| 4 балла   | Франция    |
| 3 балла   | Испания    |
| 2 балла   | Норвегия   |
| 1 балл    | Дания      |